# یغتساهوغ
یغتساهوغ (ارمنی: Եղցահող؛ ترکی آذربایجانی: Yextsahoğ) یک منطقهٔ مسکونی در جمهوری آرتساخ است که در استان شوشی واقع شده‌است.